# Viviano de Haifa
Viviano (en latín: Vivianus Cayphæ dominus; antes de 1123-después de abril de 1168) fue el señor de Haifa en el Reino de Jerusalén.
Probablemente fue pariente de Payen I de Haifa (fallecido después de 1110).
El 5 de febrero de 1138 es mencionado por primera vez en un documento del rey Fulco de Jerusalén como señor de Haifa.
Con su esposa, Beatriz, tuvo un hijo y heredero, Payen II. En 1165, hizo una donación a la Iglesia del Santo Sepulcro en Jerusalén junto con su esposa, su hijo y su nuera.
El 17 de enero de 1166, es mencionado como testigo en un acto del rey Amalarico I, en el cual se confirmaba la posesión de los Caballeros Templarios sobre el castillo y el señorío de Ahamant (probablemente Amán). La última vez que fue testigo es en un documento del príncipe de Galilea, Gualterio de Saint Omer, en abril de 1168.  Después de su muerte, su hijo Payen lo sucede en el señorío.